# 가대복

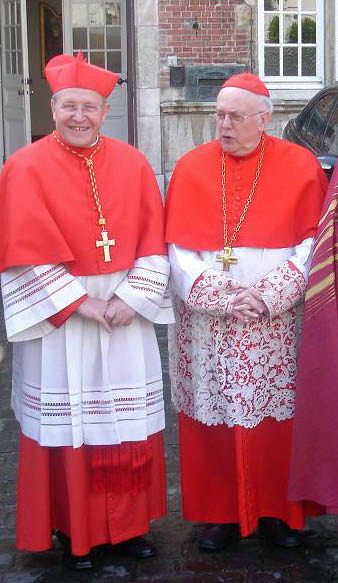
가대복을 입은 추기경들

가대복(歌臺服, 라틴어: Vestis Choralis, Habitus Choralis)은 기독교의 성직자와 신학생의 복장이다. 그리고 전통적인 가톨릭교회의 수도회에서 성찬식을 집전하는 사제 이외에도 성찬식을 보조하는 이들이 공적인 기도를 바칠 때 입는 복장으로, 집전자라기보다는 회중의 한 사람으로서의 사제를 나타내는 의상이다. 가대복은 성찬식 집전자들이 입는 전례복과는 달리 일반적으로 제의에 사용되는 고급 문직들과 대조적으로 양모, 면포 또는 비단과 같은 직물로 만들어진다(전례복과 가대복 모두 캅파가 있는 것들은 제외).
로마 가톨릭교회의 가대복은 부제와 사제, 주교가 성무일도와 같이 미사가 아닌 전례를 집전하거나 참석할 때 그리고 미사 때 단독 또는 공동으로 성찬식의 집전 없이 그냥 참여할 때 입는다. 신학생들은 독서자와 복사 그리고 미사 또는 다른 전례 행사 때 복사단과 가대의 일원직을 임명받았을 때 가대복을 입는다.
가대복의 기본 구성은 다음과 같다:
- 허리둘레에 착용하는 가두리 장식이 달린 장식띠가 없는 수단,
- 수도회에 소속된 사제 또는 수사의 경우 (베네딕도회, 프란치스코회, 도미니코회 등)에는 수단 대신 수도복을 착용,
- 중백의 (주교, 추기경, 의전사제는 소백의도 착용 가능),
- 비레타 (오늘날에는 개인의 취향에 따라 착용 여부에 대한 선택 사항 가능).

신학생, 부제, 사제용 수단은 검은색으로 검은색 단추와 더불어 검은색 가두리 장식이 둘러싸고 있어 평상시에 그들이 입는 수단과 별반 다르지 않다.
부가적인 명예를 얻은 사제는 다른 수단을 입을 수 있다. 몬시뇰은 보라색 가두리 장식과 띠가 달린 검은색 수단을 입는다. 교황청 서기관은 자줏빛 가두리 장식이 달린 보라색 수단 또는 붉은색 가두리 장식이 달린 검은색 수단을 입는다. 의전사제는 소백의에다가 총회에서 결정한 개별적인 색상에 따라 구별되는 모제타를 입는다.
주교들이 입는 가대복을 언급하자면 위에서 말한 것에 더하여 자줏빛 가두리 장식이 달린 보라색 수단 그리고 초록색 내지는 황금색 줄로 목에 건 가슴 십자가 목걸이, 백색 제의 위에 걸친 모제타, 보라색 비레타 바로 아래에 보라색 주케토가 있다.
추기경들이 입는 가대복은 진홍색으로 장식되어 있으며, 붉은색 주케토와 자줏빛 가두리 장식이 달린 진홍색 수단 그리고 추가로 초록색 내지는 황금색 줄로 목에 건 가슴 십자가 목걸이가 있다.
교황의 가대복에는 흰색 수단, 백색 제의, 붉은색 비단 모제타 그리고 황금색 줄로 목에 건 가슴 십자가를 포함하고 있다. 일부 의전사제들은 리본이 달린 가슴 십자가 목걸이를 목에 걸긴 하지만, 오직 주교급이 되는 성직자만이 끈이 달린 십자가 목걸이를 착용할 수 있다.
부제도 사제도 아닌 수사 또한 가대복 종류를 입는데, 성무일도 또는 미사에 참석할 때 정식 복장으로 입는 고깔 달린 겉옷과 더불어 완전한 수도복을 형성한다.

## 가대복 착용의 예

추기경의 가대복

주교의 가대복

신부, 부제, 신학생의 가대복

교황, 추기경, 주교, 신부, 부제, 신학생의 가대복 착용 모습은 아래와 같다.

교황의 가대복
- 빨간색 카마우로 - 필요한 경우
- 흰색 주케토
- 영대
- 가슴 십자가
- 어부의 반지
- 빨간색이나 흰색 모제타
- 중백의 또는 소백의
- 흰색 파시아
- 흰색 수단

추기경의 가대복
- 빨간색 비레타
- 빨간색 주케토
- 가슴 십자가
- 주교 반지
- 빨간색 모제타
- 중백의 또는 소백의
- 빨간색 파시아
- 빨간색 수단
- 빨간색 대 카파 - 오늘날 거의 사용하지 않는다.

주교의 가대복
- 자주색 비레타
- 자주색 주케토
- 가슴 십자가
- 주교 반지
- 자주색 모제타
- 중백의 또는 소백의
- 자주색 파시아
- 자주색 수단

사제, 부제, 신학생의 가대복
- 검은색 비레타 - 오늘날 드물게 사용한다.
- 검은색 주케토 - 오늘날 거의 사용하지 않는다.
- 중백의 또는 소백의
- 검은색 파시아
- 검은색 수단

## 같이 보기
- 전례복